# Ceropegia vincifolia
Ceropegia vincifolia är en oleanderväxtart som beskrevs av William Jackson Hooker. Ceropegia vincifolia ingår i släktet Ceropegia och familjen oleanderväxter. Inga underarter finns listade i Catalogue of Life.